# Antoine Lardenois
Antoine Lardenois est un compositeur français, né à Paris vers 1610 ? et mort à Dax après 1681. Il a travaillé dans le milieu catholique comme dans la mouvance calviniste.

## Biographie

### Paris
La naissance de Lardenois n’est pas documentée (si ce n’est qu’il est dit en 1652 « de la ville de Paris »), ni les circonstances de son apprentissage de la musique.
Sa première œuvre connue est une messe publiée à Paris vers 1645-1650 chez Robert III Ballard, ce qui laisse supposer qu’il travaillait alors pour une paroisse, mais rien n’est clair à cet égard.

### Nîmes (1651 – 1652)
Il réside à Nîmes au moins de 1651 à 1653, et figure dans les registres du Consistoire local. À Paris il avait rencontré Daniel Borrelly, chantre du Grand temple de Nîmes, qui était parti à Paris régler des affaires de famille durant le premier semestre 1651, et ce dernier l’amène à Nîmes à son retour. Borrelly présente Lardenois comme son assistant, présente au Consistoire une révision du chant des psaumes qui de toute évidence est due à Lardenois, et demande une subvention pour la faire imprimer à Genève.
Démarche sans doute préalable à tout accord avec le Consistoire, Lardenois abjure le catholicisme le 14 août 1652. Il reçoit le 30 octobre 1652 une aide financière de 20 lt pour faire imprimer ses psaumes et part à Genève pour ce faire.

### Genève (1652 – 1653)
Il arrive à Genève deux semaines plus tard et sollicite de la Compagnie des Pasteurs de Genève une subvention pour y vivre durant l’impression de son volume. Il demande également à pouvoir faire des modifications dans le texte, qui lui sont refusées. Son psautier révisé est imprimé entre janvier et avril 1653, et présenté à la Compagnie – à qui Lardenois l’a dédié et qui le gratifie de 50 lt. 

### Entre Nîmes, Genève, Orange et Grenoble (1653-1656)
Lardenois revient à Nîmes avant juillet 1653, aidé par une autre subvention de 18 lt du Consistoire de Nîmes. Là, il sollicite un double emploi de portier et de chantre au Petit temple, mais ne l’obtient pas (à moins qu’il l’ait refusée compte tenu d’un salaire trop modique). Il décide alors de tenter une carrière dans l’imprimerie, en prévoyant l’achat d’une imprimerie à Grenoble appartenant à Elisabeth Puerari, veuve d’Étienne Voisin, un bourgeois de Genève établi à Grenoble. Il demande au Consistoire de financer son transport à Nîmes, mais l’affaire tourne court (il était vraisemblement en contact avec le libraire nîmois Samuel Bayet dans ce projet). L’imprimerie est finalement vendue à un libraire grenoblois et lui échappe donc. Lardenois se retrouve alors sans situation solide à Nîmes.
Entretemps, il a composé des mélodies sur les paraphrases des psaumes qu’Antoine Godeau avait fait paraître en 1648. Il retourne à Genève vers septembre 1654 pour solliciter et obtenir l’autorisation de les imprimer, ce qui est fait à ses despens en 1655 et sans nom d’imprimeur. L’ouvrage était d’inspiration catholique, mais susceptible d’être diffusé parmi les Protestants, d’autant que les mélodies que Lardenois y adapte s’inspirent, pour un tiers, de celles du Psautier de Genève.
S’ensuit une période troublée où Lardenois voyage entre Genève, Nîmes, Orange et Grenoble. En février 1655 il décline l’offre d’un poste de chantre à Genève, puis obtient du synode provincial de Bas-Languedoc une subvention annuelle de 100 livres tournois pour établir une imprimerie à Nîmes. Il retourne à Grenoble solliciter la veuve Puerari, avec qui il semble avoir un moment travaillé vers 1655... Il est à Genève en octobre 1655 où il refuse à deux reprises une offre d’un poste de chantre. Les raisons de ces échecs successifs sont-elles à rechercher dans un caractère réputé difficile, ou une instabilité particulière ? Il quitte finalement Genève en janvier 1656, définitivement et peut-être précipitamment (il avait fait une fille à la veuve Puerari), non sans avoir épuré quelques dettes. Là encore, il a échoué à se trouver une situation stable.

### La Rochelle (1656/1657 – 1659)
C’est La Rochelle – autre grand centre réformé en France - qui l’accueille ensuite, vers 1656 ou 1657. Il y fait publier la seconde édition de ses psaumes réduits à une seule clé, sans qu’on sache s’il a pu trouver sur place un emploi rémunérateur (les sources manquent).
Il publie la seconde édition de ses psaumes de Godeau l’année suivante, après l’avoir retouchée en éliminant des mélodies toutes les réminiscences de celles du Psautier de Genève. Cette édition est offerte à Jean Gobert, sieur de Chouppes, un très riche banquier établi à la Rochelle, ce qui laisse supposer que Lardenois se plaça sous sa protection (voire qu’il vécut chez lui).

### Paris (1660 -?)
C’est sans doute le décès de Gobert, intervenu le 29 juillet 1659, qui remet Lardenois dans une situation précaire. Ayant négligé ou refusé les offres que lui avaient faites les églises de Nîmes, Genève et La Rochelle, il envisage de revenir à la religion catholique et revient à Paris. Il apparaît que les psaumes de Godeau y étaient souvent chantés par les Protestants, au point même de susciter des conversions au catholicisme...
Son abjuration du protestantisme, faite le 27 janvier 1660 en les mains de François Harlay de Champvallon, archevêque de Rouen, est amplement relatée dans la gazette de Jean Loret du 31 janvier 1660. Lardenois se montre alors zélé pour sa nouvelle religion...
Ce Lardenois, nouveau Romain,
Entretenu de longue main,
Dans ce qu’on appele Hérézie,
Qui fascinoit sa fantaizie,
Déteste, presque à tout moment,
Son prétérit aveuglement,
Qui cachoit à son sens débile
Les véritez de l’Evangile.
Lardenois, toujours à la recherche d’un emploi (et peut-être temporairement secouru par la Caisse de conversion), disparaît quelques années.

### Dax (1665 – 1681?)
Il réapparaît à Dax en 1665, comme prêtre et maître de psalette de l’église cathédrale. Recruté le 27 mars 1665 par le chapitre, Lardenois il arrive dans une église désorganisée, minée par l’absentéisme des chanoines et que l’évêque tente de réformer. Il travaille à redonner à la cathédrale une musique et une maîtrise honnêtes, en renforçant les effectifs et tentant de trouver des musiciens capables. 
Lardenois est mentionné à plusieurs reprises dans les registres capitulaires, notamment en 1672 à cause de son caractère emporté, lors d’une dispute relative à l’inventaire de la maîtrise. On ne possède aucune des œuvres qu’il aurait pu composer à cette époque. La dernière mention de son nom date de janvier 1681 mais la date de sa mort reste inconnue.

## Œuvres

### Musique sacrée
- Missa quatuor vocum Tu es pastor ovium. Paris : Robert III Ballard, parue vers 1645-1650, in-2°. Édition perdue. Guillo 2003 n° ND-37.

### Musique spirituelle

#### Sur les psaumes traduits par Marot et Bèze

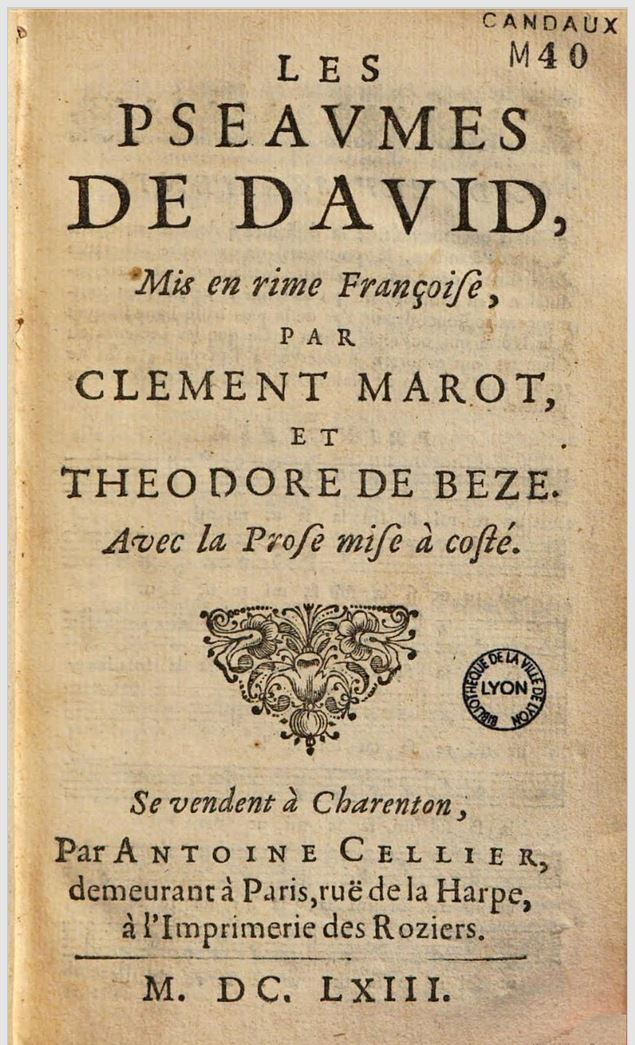
Page de titre des psaumes révisés par Antoine Lardenois sans mention de son nom, Charenton 1663.

Lardenois a mis au point une version des mélodies des psaumes versifiés par Clément Marot et Théodore de Bèze qui visait à en faciliter le chant. Elle consiste à n’utiliser qu’une clé unique, la clé d’ut en 3e ligne avec un bémol à la clé, et donc à hausser ou baisser la mélodie jusqu’à ce qu’elle concorde avec cette armure. Ces éditions, parues entre 1651 et 1684, proposent la mélodie soit à la première strophe, soit à la première strophe et après une tourne de page ou une pause, soit tout au long. Elles sont souvent accompagnées d’une courte méthode « pour apprendre le chant ordinaire de l’Eglise ». Les éditions repérées sont :
- Genève, 1653 (édition perdue, attestée par les sources d’archive).
- La Rochelle, Jacob Mancel, [impr. Niort, Philippe Bureau ?], 1657, 12°. Avec une dédicace à l’Église de La Rochelle et une préface pour l’Église de Nîmes (transcrits dans Chareyre 2006 p. 88-90).
- Charenton, Antoine Cellier, 1658 ou 1659, 12°.
- Genève, Samuel Chouët, 1661 ou 1662, 12°, avec ou sans le nom de Lardenois au titre. Contient encore la préface-dédicace à l’Église de Nîmes.
- Genève, Jean-Antoine et Samuel I de Tournes, 1663, 12°.
- Genève, Daniel de Laon, 1665, 12°.
- Genève, Jean Hermann Widerhold, 1665, 12°.
- Niort, Philippe Bureau, 1668, 12° (réémise à Charenton, Pierre Girard, 1677).
- Niort, Philippe Bureau, 1670, 12°.
- Genève, Pierre II Chouët, 1673, 12°.
- Genève, Pierre II Chouët, 1674, 12°.
- Genève, Samuel I de Tournes, 1683, 12°.
- Genève, Samuel I de Tournes, 1684, 12°.

Cette série de rééditions témoigne du franc succès de sa révision, d’autant que plusieurs psautiers parus à partir de 1660 reprenne cette révision sans nommer Lardenois (qui il a abjuré entretemps...). À titre d’exemple, l’édition de Charenton, Antoine Cellier, 1663, 12°, illustrée ici. Dans le catalogue d’Antoine Cellier de 1665, la révision de Lardenois est dite « par bémol » puisque tous les psaumes portent un bémol à la clé.

#### Sur les paraphrases des psaumes par Antoine Godeau

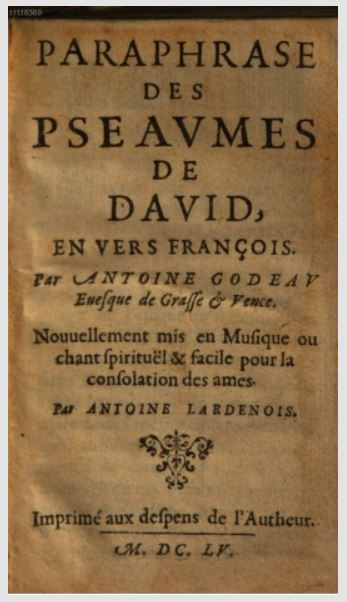
Page de titre de la première édition des psaumes de Godeau avec les mélodies de Lardenois (Genève, 1655).

Lardenois a également proposé des mélodies pour chanter les psaumes paraphrasés par Antoine Godeau, en musique ou chant spirituel et facile pour la consolation des âmes. Il suivait en cela les initiatives de Jacques de Gouy (1650) et précédait Artus Aux-Cousteaux (1656). On en connait trois éditions sur lesquelles Lardenois a mis son nom ; 
- [Genève], [Jean III de Tournes] aux dépens de l’auteur, 1655, 12°. Numérisé par München MDZ.
- [Niort], [Philippe Bureau] aux dépens de l’auteur, 2e édition, 1658, 8°. Dédicace à Jean Gobert, sieur de Chouppes, Nieul et Millescus, suivie d’une adresse au lecteur, transcrites dans Chareyre 2006 p. 91-93.
- [Genève], [Jean-Antoine et Samuel I de Tournes] aux dépens de l’auteur, 1668, 12°.